# 도요하라촌 (가가와현)
도요하라촌(일본어: 豊原村)은 일본 가가와현 나카타도군에 설치된 촌이다.

## 역사
- 1890년 2월 15일 - 정촌제 시행에 수반해 다도군 미나미카모촌, 기타카모촌, 호리에촌, 도후쿠지촌, 가스와라촌이 합병해 도요하라촌이 성립하였다.
- 1899년 4월 1일 - 다도군 나카군과 합병해 나카타도군이 되었다.
- 1901년 11월 3일 - 나카타도군 다도쓰정에 편입해 소멸하였다.

## 참고 문헌
- 角川日本地名大辞典編纂委員会, 『角川日本地名大辞典 43 香川県』, 1985, 角川書店